# Acanthoscurria cunhae
Acanthoscurria cunhae là một loài nhện trong họ Theraphosidae.
Loài này thuộc chi Acanthoscurria. Acanthoscurria cunhae được Cândido Firmino de Mello-Leitão miêu tả năm 1923.